# Short track ai XXIII Giochi olimpici invernali - 500 m maschile
La gara dei 500 m maschile di short track dei XXIII Giochi olimpici invernali di Pyeongchang si è svolta tra il 20 e il 22 febbraio 2018 sulla pista dell'arena del ghiaccio di Gangneung.
Il pattinatore cinese Wu Dajing ha conquistato la medaglia d'oro, mentre l'argento e il bronzo sono andati rispettivamente ai coreani Hwang Dae-heon e Lim Hyo-jun.

## Record
Prima della manifestazione il record del mondo e il record olimpico erano i seguenti.
| Record mondiale | 39"937 | J.R. Celski Stati Uniti | 21 ottobre 2012 Calgary, Canada    |
| Record olimpico | 40"770 | Charles Hamelin Canada  | 26 febbraio 2010 Vancouver, Canada |

Durante la competizione è stato battuto il seguente record:
| Data        | Evento             | Atleta    | Nazione | Tempo  | Record                            |
| ----------- | ------------------ | --------- | ------- | ------ | --------------------------------- |
| 20 febbraio | Batteria 1         | Wu Dajing | Cina    | 40"264 | Record olimpico                   |
| 22 febbraio | Quarto di finale 2 | Wu Dajing | Cina    | 39"800 | Record mondiale · Record olimpico |
| 22 febbraio | Finale A           | Wu Dajing | Cina    | 39"584 | Record mondiale · Record olimpico |

## Risultati

### Batterie
Batteria 1
| Pos. | Atleta            | Nazione     | Tempo    | Note |
| ---- | ----------------- | ----------- | -------- | ---- |
| 1    | Wu Dajing         | Cina        | 40"264   | Q,   |
| 2    | Bartosz Konopko   | Polonia     | 41"039   | Q    |
| 3    | Andy Jung         | Australia   | 1'03"137 |      |
| 4    | Thibaut Fauconnet | Francia     | 1'04"756 |      |
| -    | Aaron Tran        | Stati Uniti | -        | PEN  |

Batteria 2
| Pos. | Atleta            | Nazione  | Tempo  | Note |
| ---- | ----------------- | -------- | ------ | ---- |
| 1    | Samuel Girard     | Canada   | 40"493 | Q    |
| 2    | Roberts Zvejnieks | Lettonia | 40"563 | Q    |
| 3    | Yuri Confortola   | Italia   | 40"869 |      |
| 4    | Vladislav Bykanov | Israele  | 47"177 |      |

Batteria 3
| Pos. | Atleta           | Nazione       | Tempo    | Note |
| ---- | ---------------- | ------------- | -------- | ---- |
| 1    | Seo Yi-ra        | Corea del Sud | 40"438   | Q    |
| 2    | Dylan Hoogerwerf | Paesi Bassi   | 40"657   | Q    |
| 3    | Sébastien Lepape | Francia       | 40"900   |      |
| 4    | Viktor Knoch     | Ungheria      | 1'06"040 |      |

Batteria 4
| Pos. | Atleta          | Nazione       | Tempo  | Note |
| ---- | --------------- | ------------- | ------ | ---- |
| 1    | Lim Hyo-jun     | Corea del Sud | 40"418 | Q    |
| 2    | Daan Breeuwsma  | Paesi Bassi   | 40"806 | Q    |
| 3    | Denis Nikisha   | Kazakistan    | 41"436 | ADV  |
| -    | Charles Hamelin | Canada        | -      | PEN  |

Batteria 5
| Pos. | Atleta                 | Nazione                      | Tempo  | Note |
| ---- | ---------------------- | ---------------------------- | ------ | ---- |
| 1    | Ren Ziwei              | Cina                         | 40"294 | Q    |
| 2    | Aleksandr Šul'ginov    | Atleti Olimpici dalla Russia | 40"585 | Q    |
| 3    | Nurbergen Zhumagaziyev | Kazakistan                   | 40"748 | ADV  |
| -    | Sjinkie Knegt          | Paesi Bassi                  | -      | PEN  |

Batteria 6
| Pos. | Atleta           | Nazione                      | Tempo  | Note |
| ---- | ---------------- | ---------------------------- | ------ | ---- |
| 1    | Shaoang Liu      | Ungheria                     | 40"526 | Q    |
| 2    | Ryosuke Sakazume | Giappone                     | 40"658 | Q    |
| 3    | Abzal Azhgaliyev | Kazakistan                   | 43"388 | ADV  |
| -    | Pavel Sitnikov   | Atleti Olimpici dalla Russia | -      | PEN  |

Batteria 7
| Pos. | Atleta         | Nazione        | Tempo  | Note |
| ---- | -------------- | -------------- | ------ | ---- |
| 1    | Hwang Dae-heon | Corea del Sud  | 40"758 | Q    |
| 2    | Keita Watanabe | Giappone       | 41"678 | Q    |
| 3    | Thomas Hong    | Stati Uniti    | 43"096 |      |
| -    | Jong Kwang-bom | Corea del Nord | -      | PEN  |

Batteria 8
| Pos. | Atleta             | Nazione                      | Tempo  | Note |
| ---- | ------------------ | ---------------------------- | ------ | ---- |
| 1    | Shaolin Sándor Liu | Ungheria                     | 40"650 | Q    |
| 2    | Han Tianyu         | Cina                         | 40"744 | Q    |
| 3    | Semën Elistratov   | Atleti Olimpici dalla Russia | 40"829 |      |
| 4    | John-Henry Krueger | Stati Uniti                  | 41"008 |      |

### Quarti di finale
Quarto di finale 1
| Pos. | Atleta              | Nazione                      | Tempo    | Note |
| ---- | ------------------- | ---------------------------- | -------- | ---- |
| 1    | Ren Ziwei           | Cina                         | 40"032   | Q    |
| 2    | Shaolin Sándor Liu  | Ungheria                     | 40"471   | Q    |
| 3    | Denis Nikisha       | Kazakistan                   | 40"806   |      |
| 4    | Aleksandr Šul'ginov | Atleti Olimpici dalla Russia | 54"498   |      |
| 5    | Bartosz Konopko     | Polonia                      | 1'10"996 |      |

Quarto di finale 2
| Pos. | Atleta                 | Nazione       | Tempo  | Note |
| ---- | ---------------------- | ------------- | ------ | ---- |
| 1    | Wu Dajing              | Cina          | 39"800 | Q,   |
| 2    | Hwang Dae-heon         | Corea del Sud | 40"861 | Q    |
| 3    | Roberts Zvejnieks      | Lettonia      | 40"904 |      |
| 4    | Keita Watanabe         | Giappone      | 41"354 |      |
| -    | Nurbergen Zhumagaziyev | Kazakistan    | DNF    |      |

Quarto di finale 3
| Pos. | Atleta           | Nazione       | Tempo    | Note |
| ---- | ---------------- | ------------- | -------- | ---- |
| 1    | Samuel Girard    | Canada        | 40"477   | Q    |
| 2    | Ryosuke Sakazume | Giappone      | 40"563   | Q    |
| 3    | Han Tianyu       | Cina          | 1'14"891 |      |
| 4    | Seo Yi-ra        | Corea del Sud | 1'17"779 |      |

Quarto di finale 4
| Pos. | Atleta           | Nazione       | Tempo  | Note |
| ---- | ---------------- | ------------- | ------ | ---- |
| 1    | Lim Hyo-jun      | Corea del Sud | 40"400 | Q    |
| 2    | Daan Breeuwsma   | Paesi Bassi   | 40"677 | Q    |
| 3    | Dylan Hoogerwerf | Paesi Bassi   | 41"007 |      |
| 4    | Abzal Azhgaliyev | Kazakistan    | 41"616 | ADV  |
| -    | Shaoang Liu      | Ungheria      | -      | PEN  |

### Semifinali
Semifinale 1
| Pos. | Atleta             | Nazione     | Tempo  | Note |
| ---- | ------------------ | ----------- | ------ | ---- |
| 1    | Wu Dajing          | Cina        | 40"087 | QA   |
| 2    | Samuel Girard      | Canada      | 40"185 | QA   |
| 3    | Shaolin Sándor Liu | Ungheria    | 40"399 | QB   |
| 4    | Daan Breeuwsma     | Paesi Bassi | 40"775 | QB   |
| 5    | Abzal Azhgaliyev   | Kazakistan  | 40"835 |      |

Semifinale 2
| Pos. | Atleta           | Nazione       | Tempo  | Note |
| ---- | ---------------- | ------------- | ------ | ---- |
| 1    | Hwang Dae-heon   | Corea del Sud | 40"108 | QA   |
| 2    | Lim Hyo-jun      | Corea del Sud | 40"132 | QA   |
| 3    | Ren Ziwei        | Cina          | 40"418 | QB   |
| 4    | Ryosuke Sakazume | Giappone      | 40"434 | QB   |

### Finali
Finale A
| Pos.    | Atleta         | Nazione       | Tempo  | Note            |
| ------- | -------------- | ------------- | ------ | --------------- |
| Oro     | Wu Dajing      | Cina          | 39"584 | Record mondiale |
| Argento | Hwang Dae-heon | Corea del Sud | 39"854 |                 |
| Bronzo  | Lim Hyo-jun    | Corea del Sud | 39"919 |                 |
| 4       | Samuel Girard  | Canada        | 39"987 |                 |

Finale B
| Pos. | Atleta             | Nazione     | Tempo  | Note |
| ---- | ------------------ | ----------- | ------ | ---- |
| 5    | Shaolin Sándor Liu | Ungheria    | 40"651 |      |
| 6    | Ren Ziwei          | Cina        | 40"694 |      |
| 7    | Daan Breeuwsma     | Paesi Bassi | 40"835 |      |
| 8    | Ryosuke Sakazume   | Giappone    | 40"985 |      |